# باربرا بورغ
باربرا بورغ (بالألمانية: Barbara Borg)‏ هي عالمة آثار كلاسيكية ألمانية، ولدت في 26 ديسمبر 1960 في ألمانيا.